# Ruby Hall
Ruby Hall (* 1993 in Woodsland, Western Australia) ist eine australische Schauspielerin. Sie wuchs in Woodsland auf und besucht seit 2005 die Churchlands Senior High School. An dieser Schule wurde die TV-Serie Der Sleepover Club gedreht, in der Hall die Rolle der Caitlin Holloway in allen 26 Folgen spielte.

## Filmografie
- 2006–2007: Der Sleepover Club, als Caitlin Holloway